# 1831 en photographie
| Années de la photographie : 1828 - 1829 - 1830 - 1831 - 1832 - 1833 - 1834    |
| Décennies de la photographie : 1800 - 1810 - 1820 - 1830 - 1840 - 1850 - 1860 |

Cet article présente les faits marquants de l'année 1831 en photographie.

## Événements
- William Henry Fox Talbot est élu membre de la Royal Society à Londres.

## Naissances
- 3 janvier : Angelina Trouillet, photographe française, morte le 15 février 1881.
- 7 février : Léon Crémière, photographe français, mort le 2 avril 1913.
- 8 mars : Félix Bonfils, photographe français, mort le 9 avril 1885.
- 15 mars : Henri Sauvaire, drogman, épigraphiste, numismate et photographe français, actif au Moyen Orient et en Turquie, mort le 4 avril 1896.
- 18 mars : Anaïs Napoleón, photographe franco-espagnole, morte le 21 juillet 1912.
- 2 avril : Théophile-Narcisse Chauvel, peintre, lithographe et photographe français, mort le 27 décembre 1909.
- 12 avril : Arnold Overbeck, peintre et photographe allemand, mort le 8 octobre 1899.
- 8 juin : Louis Vignes, officier de marine et photographe français, qui a accompagné en tant que photographe le duc de Luynes lors de son voyage de Beyrouth à Palmyre, mort le 1er juillet 1896.
- 3 juillet : Robert Howlett, photographe britannique, mort le 2 décembre 1858.
- 4 juillet : Achille Quinet, photographe français, mort le 12 avril 1907.
- 15 août : Pierre Petit, photographe français, mort le 16 février 1909.
- 10 septembre : Ernest-Charles Appert, photographe français, qui, avec son frère Eugène-Léon, a réalisé une série de photomontages lors de la Commune de Paris en 1871, mort le 15 janvier 1890.
- 15 octobre : Isabella Bird, exploratrice et photographe britannique, morte le 7 octobre 1904.
- 27 décembre : James Chapman, explorateur et photographe sud-africain, mort le 4 février 1872.
- Date précise non renseignée ou inconnue :
  - Horie Kuwajirō, photographe japonais, mort en 1866.
  - Henri Le Lieure, photographe français actif en Italie, mort le 19 décembre 1914.
  - Genzō Maeda, photographe japonais, mort en 1906.